# Michael Engl
Michael Engl (* um 1982 in Bruneck) ist ein italienischer Jazz- und klassischer Musiker (Tuba).

## Leben und Wirken
Engl, der in der Blaskapelle von Kiens als Kind Trompete spielte und dann auf das Euphonium wechselte, absolvierte das Abitur in der Fachrichtung „Maschinenbau“. Er begann ein Architekturstudium und studierte dann am Tiroler Landeskonservatorium in Innsbruck, wo er im Fach „Tuba“ das Künstlerische Diplom erlangte, und wechselte anschließend zu Josef Steinböck an die Hochschule für Musik und Theater München, wo er 2011 sein Studium mit einem Ersten Preis abschloss. Seit 2008 spielt er bei der Unterbiberger Hofmusik, mit der er die Alben Made in Germany (2008) und Stern über Biburg (2013) aufnahm. Seit 2011 ist er Mitglied der Rheinischen Philharmonie in Koblenz. Daneben leitet er sein Septett Blechbriada; er ist auch mit Matthias Schriefl (Six, Alps & Jazz) zu hören.